# Půlení intervalů
Metoda půlení intervalu (také bisekce) se využívá při hledání přibližného řešení rovnic tvaru {\displaystyle f(x)=0} pro spojité funkce {\displaystyle f}. Najdeme-li dvě čísla {\displaystyle x_{1}} a {\displaystyle x_{2}} taková, že platí {\displaystyle \operatorname {sgn}(f(x_{1}))=-\operatorname {sgn}(f(x_{2}))}, kde {\displaystyle \operatorname {sgn} } značí znaménkovou funkci signum. Dále určíme hodnotu {\displaystyle x_{0}={\frac {x_{1}+x_{2}}{2}}}. Podle hodnoty {\displaystyle f(x_{0})} pak postupujeme takto:
- {\displaystyle f(x_{0})=0} našli jsme přesně kořen
- {\displaystyle f(x_{0})\neq 0}: podíváme se, ve kterém z bodů {\displaystyle x_{1}} a {\displaystyle x_{2}} má funkce {\displaystyle f} stejné znaménko, jako v bodě {\displaystyle x_{0}}
  - Jde-li o bod {\displaystyle x_{1}}, pak dále uvažujeme {\displaystyle x_{1}=x_{0}}
  - Jde-li o bod {\displaystyle x_{2}}, pak dále uvažujeme {\displaystyle x_{2}=x_{0}}

Jsou-li nyní body {\displaystyle x_{1}} a {\displaystyle x_{2}} blízko sebe (tedy {\displaystyle x_{2}-x_{1}<\varepsilon }, kde {\displaystyle \varepsilon } je požadovaná přesnost), pak jsme našli přibližné řešení. Jinak se vrátíme na začátek a celý postup opakujeme, tentokrát již ale s intervalem poloviční délky.